# جايسون مورغان
جايسون مورغان (بالإنجليزية: W. Jason Morgan)‏ هو عالم أمريكي في مجال فيزياء الأرض ولد في 10 أكتوبر 1935 في سافانا (جورجيا), جورجيا (ولاية أمريكية)، حائز على جائزة قلادة العلوم الوطنية الأمريكية.

## وصلات خارجية
- الموقع الرسمي لجائزة قلادة العلوم الوطنية الأمريكية